# Richie Williams
Richard "Richie" Williams (Middletown, Nueva Jersey, 3 de junio de 1970) es un exjugador y entrenador de fútbol estadounidense. Es el entrenador del New England Revolution II desde 2024.
Conocido por su diminuta altura y su tenaz tacleo, Williams pasó la gran mayor parte de su carrera como jugador en los Estados Unidos, jugando una temporada en la National Professional Soccer League, dos en la USISL, dos en la USL A-League y ocho en la Major League Soccer, sobre todo para el D.C. United. También jugó 20 partidos internacionales con la selección nacional de Estados Unidos.
Desde el final de su carrera como jugador, Williams ha estado involucrado en el entrenamiento, incluso como entrenador de la Selección sub-17 de los Estados Unidos y como entrenador asistente en la Major League Soccer para los New York Red Bulls y el New England Revolution.

## Carrera como jugador

### Inicios
Williams nació en Middletown, Nueva Jersey y asistió a Mater Dei High School. La carrera de Williams ha estado estrechamente ligada a Bruce Arena, ex entrenador de la selección nacional masculina de Estados Unidos. Arena entrenó por primera vez a Williams en la Universidad de Virginia. Los dos se separaron después de que Williams se graduara. En 1992, Williams firmó con el Buffalo Blizzard de la National Professional Soccer League. Jugó treinta partidos durante la temporada de invierno bajo techo de 1992-1993. En la primavera de 1993 firmó con los Richmond Kickers de la United Soccer League. Ese otoño, se mudó al Ayr United en la Liga escocesa de Fútbol, pero luego regresó a los Estados Unidos, firmando nuevamente con el club de Richmond en 1994. Williams jugó dos temporadas con los Kickers, ayudándolos a ganar la Lamar Hunt U.S. Open Cup en 1995.

### Major League Soccer
En febrero de 1996, Williams fue seleccionado por el entrenador del D.C. United, Bruce Arena, en la cuarta ronda del Draft Inaugural de futbolistas de la MLS en 1996. Compensando su altura con su feroz sombra del mejor creador de juego del oponente, se convirtió en un miembro integral de los primeros equipos de Washington D. C., ayudándolos a ganar tres títulos de la MLS Cup.
Williams fue traspasado al MetroStars por Mike Ammann en 2001, pasó un año allí y fue enviado de regreso al D.C. por Brian Kamler. Su carrera en la MLS terminó con los Metros en un intercambio con Eddie Pope y Jaime Moreno por Mike Petke, una selección del draft y una asignación antes de la temporada 2003. Williams anotó sólo ocho goles y añadió 33 asistencias en 216 partidos de la temporada regular en la MLS (más dos goles y cuatro asistencias en 26 partidos de playoffs).
Williams firmó con su equipo estadounidense original Richmond Kickers, que luego jugó en la USL A-League, antes de la temporada 2004, pero dejó el club en septiembre de 2005 después de desacuerdos con el entrenador Leigh Cowlishaw y se retiró del juego poco después.

## Carrera como entrenador
Williams pasó varios años como entrenador asistente en su alma mater, la Universidad de Virginia, antes de ser nombrado entrenador asistente con los MetroStars en enero de 2006. En junio de 2006, Williams fue nombrado entrenador interino de los New York Red Bulls y regresó como asistente luego del nombramiento de Bruce Arena. Permaneció como máximo entrenador asistente del club, hasta que nuevamente fue llamado para servir como entrenador interino del club en sustitución de Juan Carlos Osorio durante los ocho partidos restantes de la temporada 2009. Williams fue contratado por los Red Bulls como entrenador asistente durante la temporada 2010 antes de ser despedido abruptamente apenas tres semanas antes del inicio de la temporada 2011 de la Major League Soccer.
En octubre de 2011, Williams fue contratado como entrenador de la selección sub-18 de los Estados Unidos. Tres meses después fue nombrado entrenador de la selección sub-17 estadounidense. Después del Mundial sub-17 de 2015, Williams abandonó su cargo.
En enero de 2019, Williams fue contratado como entrenador del Loudoun United FC en el USL Championship. Dejó el equipo el 30 de mayo para trabajar como entrenador asistente del New England Revolution. En agosto de 2020, durante el torneo MLS is Back en una temporada acortada por el COVID, Williams asumió las funciones de entrenador del club durante tres juegos (una victoria y un empate, extendiendo la racha invicta del equipo a ocho juegos), mientras Bruce Arena cumplía una suspensión temporal.
El 1 de agosto de 2023, el New England Revolution anunció que Bruce Arena fue puesto en licencia administrativa en medio de acusaciones de "comentarios insensibles e inapropiados" y que Williams actuaría como entrenador interino en espera de una investigación de la MLS. El 12 de septiembre de 2023, se anunció que Clint Peay lo reemplazaría como entrenador del club.

## Clubes

### Como jugador
| Club             | País           | Año       |
| ---------------- | -------------- | --------- |
| Richmond Kickers | Estados Unidos | 1993      |
| Ayr United       | Escocia        | 1993-1994 |
| Richmond Kickers | Estados Unidos | 1994-1995 |
| D.C. United      | Estados Unidos | 1996-2000 |
| MetroStars       | Estados Unidos | 2001      |
| D.C. United      | Estados Unidos | 2002      |
| MetroStars       | Estados Unidos | 2003      |
| Richmond Kickers | Estados Unidos | 2004-2005 |

### Como entrenador
| Club                                   | País           | Año           |
| -------------------------------------- | -------------- | ------------- |
| New York Red Bulls (interino)          | Estados Unidos | 2006          |
| New York Red Bulls (interino)          | Estados Unidos | 2009          |
| Selección sub-18 de los Estados Unidos | Estados Unidos | 2011-2012     |
| Selección sub-17 de los Estados Unidos | Estados Unidos | 2012-2015     |
| Loudoun United FC                      | Estados Unidos | 2019          |
| New England Revolution (interino)      | Estados Unidos | 2023          |
| New England Revolution II              | Estados Unidos | 2024-presente |

## Palmarés

### Como jugador

#### Campeonatos nacionales
| Título                   | Club             | País           | Año  |
| ------------------------ | ---------------- | -------------- | ---- |
| Lamar Hunt U.S. Open Cup | Richmond Kickers | Estados Unidos | 1995 |
| MLS Cup                  | D.C. United      | Estados Unidos | 1996 |
| Lamar Hunt U.S. Open Cup | D.C. United      | Estados Unidos | 1996 |
| MLS Cup                  | D.C. United      | Estados Unidos | 1997 |
| MLS Cup                  | D.C. United      | Estados Unidos | 1999 |

#### Campeonatos internacionales
| Título                           | Club/Selección                  | País           | Año  |
| -------------------------------- | ------------------------------- | -------------- | ---- |
| Copa de Campeones de la Concacaf | D.C. United                     | Estados Unidos | 1998 |
| Copa Interamericana              | D.C. United                     | Estados Unidos | 1998 |
| Copa Oro de la Concacaf          | Selección de los Estados Unidos | Estados Unidos | 2002 |